# Detective Comics
Detective Comics est un comics publié par DC Comics depuis mars 1937. C'est l'un des titres les plus connus de la société (avec Action Comics qui vit naître Superman). En fait, le « DC » de l'éditeur vient des initiales de Detective Comics. C'est aussi le comics à la plus grande longévité puisqu'il est toujours publié aux États-Unis en 2025
Cependant, à l'occasion de la recréation de l'univers DC après les évènements racontés dans la mini-série Flashpoint, Detective Comics a commencé une nouvelle numérotation en septembre 2011. Après 52 numéros, un nouveau lancement a lieu en 2016, le DC Rebirth. Pour cette occasion, Detective Comics reprend sa numérotation d'origine.

## Historique de la publication
Detective Comics fut la dernière publication de l’entrepreneur Malcolm Wheeler-Nicholson, dont la compagnie de comics, National Allied Publications, allait devenir DC Comics, l’un des deux plus grands et anciens éditeurs américains, bien après le départ de son fondateur. Les deux premiers titres de Wheeler-Nicholson furent New Fun: The Big Comic Magazine n°1 (février 1935, date de couverture), familièrement appelé New Fun Comics n°1 et la première bande dessinée de l’époque à proposer du contenu original plutôt qu’un mélange de comic strips de journaux et de nouveaux récits sous ce même format. Son second effort, New Comics n°1, sera renommé deux fois avant de devenir Adventure Comics, une autre série au long cours qui durera des décennies jusqu’au numéro 503 en 1983 et qui fut plus tard relancée en 2009.
Le troisième et dernier titre publié sous sa supervision sera Detective Comics, annoncé avec une couverture illustrée et datée de décembre 1936, mais qui fut finalement lancé trois mois plus tard, avec une date de couverture de mars 1937. Le Major Wheeler-Nicholson avait une dette auprès de l’imprimeur et distributeur du magazine Harry Donenfeld, qui était également un éditeur de pulp-magazine et le principal distributeur de magazines, Independent News. Wheeler-Nicholson prit Donenfeld comme partenaire pour pouvoir publier Detective Comics n°1 à travers la nouvellement formée « Detective Comics, Inc. », avec Wheeler-Nicholson et Jack S. Liebowitz, le comptable de Donenfeld, listés comme propriétaires. Wheeler-Nicholson fut forcé de partir un an plus tard.
À l'origine le comics publiait diverses histoires, principalement policières (genre le plus populaire de l'époque). Le premier numéro comportait des histoires avec les personnages « Ching Lung » (un méchant oriental dans le style Fu Manchu), Slam Bradley (créé par Jerry Siegel et Joe Shuster avant que leur personnage Superman soit imprimé deux ans plus tard) et Speed Saunders, parmi d'autres. C’est le premier éditeur, Vin Sullivan qui dessina la couverture du premier numéro. Le Crimson Avenger (en) débuta dans le numéro 20 (octobre 1938).

### Batman
La gloire de Detective Comics fut assurée lors des débuts en ses pages de Batman (appelé tout d'abord « The Bat-Man ») dans le numéro 27 (le numéro de mai 1939, publié en mars 1939,). Il devint le héros principal de la publication, le logo de la couverture étant souvent représenté comme « Detective Comics featuring Batman » (« Detective Comics présente Batman » en français). En raison de son importance, le numéro 27 est considéré comme l’un des comics ayant la plus grande valeur. Des exemplaires en bon état de ce numéro ont atteint les valeurs de 80 000 $ en 1992 et 300 000 $ en 2003, d'après Stephen Fishler. En 2013, un exemplaire ayant une note CGC (en) 9.2 dépasse les 560 000 $. Mais la copie la plus chère fut vendue pour 1 075 000 $ lors d’une vente aux enchères de février 2010.
L’origine de Batman est révélée pour la première fois dans une histoire de deux pages dans le numéro 33 (novembre 1939). Batman devient l’histoire principale du titre au numéro 35 (janvier 1940). Le numéro 38 (avril 1940) introduit le jeune partenaire de Batman, Robin qui est le premier des nombreux personnages qui allaient créés la « Batman Family ». L’apparition de Robin et l’augmentation des ventes de la série qui en découla conduisirent rapidement à l'essor des justiciers costumés et de leurs jeunes compagnons dans les comics de cette époque, époque que les fans et les historiens appellent l’âge d'or des comics. Plusieurs des vilains bien connus de Batman débutèrent dans les pages de Detective Comics durant cette époque, incluant le Pingouin dans le numéro 58, Double-Face dans le numéro 66 et le Sphinx dans le numéro 140.
Batwoman apparaît pour la première fois dans Detective Comics n°233 (juillet 1956). Comme la « formule famille » s’est avérée une réussite pour la franchise de Superman, l’éditeur Jack Schiff suggère au créateur de Batman, Bob Kane qu’il en créée une pour le Batman. Une femme fut d’abord choisie, pour compenser les accusations faites par Fredric Wertham que Batman et Robin étaient homosexuels. L’écrivain Bill Finger et l’artiste Sheldon Moldoff introduisirent Bat-Mite dans le numéro 267 (mai 1959) et Gueule d’Argile dans le n°298 (décembre 1961).
En 1964, Julius Schwartz fut nommé responsable pour relancer les titres de Batman qui s’essoufflent. L’écrivain John Broome et l’artiste Carmine Infantino suppriment les aspects les plus stupides qui s’étaient glissés dans la franchise tel que Ace le Bat-Chien et Bat-Mite, et donnèrent au personnage une « nouvelle apparence » qui fut présentée pour la première fois dans Detective Comics n°327 (mai 1964). Schwartz, Gardner Fox et Infantino introduisirent, de la série télévisée produite par William Dozier, Barbara Gordon comme la nouvelle version de Batgirl dans une histoire intitulée « The Million Dollar Debut of Batgirl! » dans le numéro 359 (janvier 1967). Mike Friedrich écrivit l’histoire pour le 30e anniversaire de Batman dans Detective Comics n°387 (mai 1969), récit qui fut dessiné par Bob Brown.
L’écrivain Dennis O'Neil et l’artiste Neal Adams ont eu leur première collaboration sur Batman sur l’histoire « The Secret of the Waiting Graves » dans le numéro 395 (janvier 1970). Le duo, sous la direction de Julius Schwartz, allaient revitaliser le personnage avec une série d’histoires remarquables, rétablissant la nature sombre et maussade de Batman et retirant des livres le style campy de la série de 1966–68. L’historien de comics Les Daniels observe que « l’interprétation de Batman d’O'Neil comme un vengeur obsessionnel compulsif et qu’il décrit modestement comme un retour aux sources, fut en réalité un acte d'imagination créative qui a influencé chaque version ultérieure du Chevalier Noir ». Neal Adams introduit Man-Bat avec l’écrivain Frank Robbins dans Detective Comics n°400 (juin 1970). O'Neil et l’artiste Bob Brown élaborèrent la première rencontre de Batman avec la Ligue des Assassins dans Detective Comics n°405 (novembre 1970) et créèrent Talia al Ghul dans le numéro 411 (mai 1971).
Après avoir été publiée mensuellement, Detective Comics devient une série bimensuelle du numéro 435 (juin–juillet 1973) au numéro 445 (février-mars 1975). Les numéros 438 (décembre 1973-janvier 1974) à 445 (février–mars 1975) de la série furent dans le format 100 Page Super Spectacular (en). Dennis O'Neil et l’artiste Dick Giordano créèrent le personnage qui soutient Batman, Leslie Thompkins dans l’histoire « There Is No Hope in Crime Alley » qui apparaît dans le numéro 457 (mars 1976). L’écrivain Steve Englehart et l’artiste Marshall Rogers produisirent un run acclamé dans Detective Comics n°471–476 (août 1977 – avril 1978), et fournirent une des interprétations qui influença le film Batman de 1989 et qui sera adaptée dans la série animée des années 1990. Le duo Englehart et Rogers a été décrit en 2009 par le scénariste de comics et historien, Robert Greenberger comme « l’une des plus grandes » équipes créatives qui a travaillé sur le personnage de Batman. Dans leur histoire « The Laughing Fish », le Joker est assez culotté pour défigurer des poissons avec un rictus grimaçant et s’attend alors à se voir accorder un droit de marque déposée sur eux. Il tue finalement les bureaucrates qui essayent de lui expliquer qu’obtenir une telle demande sur une ressource naturelle est légalement impossible. L’écrivain Len Wein et Rogers co-créèrent la troisième version du super-vilain Gueule d’Argile dans Detective Comics n°478 (juillet–août 1978). Du numéro 481 (décembre 1978 – janvier 1979) au 495 (octobre 1980), le magazine adopta le format étendu du Dollar Comics (en) utilisé par la série annulée Batman Family, ajoutant des histoires solo incluant « Robin: the Teen Wonder », « Batgirl », « Human Target (en) » et l’anthologie « Tales of Gotham City » qui présente des histoires de gens ordinaires de la ville. Julius Schwartz, qui a édité le titre pour la plupart des run depuis 1964, quitte la série au numéro 484 (juin–juillet 1979). La Katherine Kane originale aussi connue comme « Batwoman » fut tuée dans l’histoire principale du numéro 485 (août–septembre 1979) par la Ligue des Assassins.
Le 500e numéro (mars 1981) présente des récits réalisés par plusieurs créateurs bien connus incluant le scénariste de télévision Alan Brennert et l’auteur Walter B. Gibson mieux connu pour son travail sur le personnage de pulp fiction, The Shadow,. Durant les années 1980, il fut utilisé la technique de sérialisation pour l’histoire principale de Batman, avec des récits de Detective Comics et Batman se déroulant directement d’une série à l’autre, avec des cliffhangers à la fin de chaque numéro mensuel qui sont résolus dans l’autre titre du même mois. Le super-vilain Killer Croc fit un caméo dans le numéro 523 (février 1983). À noter que l’auteur de fiction Harlan Ellison écrivit l’histoire de Batman dans le numéro 567.
L’écrivain Mike W. Barr et les artistes Alan Davis et Todd McFarlane élaborèrent le récit « Batman: Year Two » dans Detective Comics n°575–578 qui suivit le Batman : Année Un de Frank Miller. L’écrivain Alan Grant et l’artiste Norm Breyfogle introduisirent le Ventriloque dans leur première histoire de Batman ensemble et le Ratcatcher dans leur troisième (n°585). Sam Hamm, qui écrivit le scénario du Batman de Tim Burton, écrivit le récit « Blind Justice » dans Detective Comics n°598–600. Chuck Dixon devint le scénariste de la série avec le n°644 (mai 1992). Tom Lyle et lui co-créèrent l’Électrocuteur (Electrocutioner (en)) dans Detective Comics n°644 (mai 1992) et Stéphanie Brown dans Detective Comics n°647 (août 1992).
L’histoire « Batman: Legacy » commença dans le numéro 700 (août 1996). Le récit « No Man's Land », histoire crossover entre les différentes séries de la Bat-Family, se déroule dans les numéros 730 à 741 de Detective Comics. L’écrivain Greg Rucka et l’artiste Shawn Martinbrough deviennent l’équipe créative au numéro 742 (mars 2000) et créèrent le personnage de Sasha Bordeaux dans le n°751 (décembre 2000). Le numéro 800 (janvier 2005) fut écrit par Andersen Gabrych et dessiné par Pete Woods. Paul Dini devient le scénariste de la série au numéro 821 (septembre 2006) et créa une nouvelle version du Ventriloque dans le numéro 827 (mars 2007). Scott Snyder devient le scénariste de Detective Comics au n°871 (janvier 2011).

### Récits secondaires
En plus des histoires de Batman, le titre a eu de nombreux récits secondaires. Le Boy Commandos (en) de Joe Simon et Jack Kirby débuta dans Detective Comics n°64 (juin 1942) et eu bientôt son propre titre. Le personnage Roy Raymond (en) fit sa première apparition dans le n°153 (novembre 1949). Martian Manhunter fut créé par l’écrivain Joseph Samachson et l’artiste Joe Certa dans l’histoire secondaire « The Strange Experiment of Dr. Erdel » de Detective Comics n°225 (novembre 1955). Après le numéro 326 (avril 1964), Martian Manhunter fut transféré dans House of Mystery et dans le n°327, Elongated Man et sa femme, maintenant « réinventés » par Dashiell Hammett, auteur de L'Introuvable, prirent la relève. Les personnages croisèrent la route de Batman à trois reprises. The Elongated Man dura jusqu’au n°383 (janvier 1969) et ses aventures revinrent sporadiquement à 15 reprises jusqu’au n°572, numéro qui célébra le 50e anniversaire du titre en le faisant travailler en équipe avec Batman, Robin, Slam Bradley et Sherlock Holmes contre Edgar Moriarty. Après que les récits de Elongated Man stoppèrent, Batgirl pris la place jusqu’au n°424. Après l’avoir déplacée vers Batman Family, elle revient du n°481 au n°519. Jason Bard apparaît dans le récit secondaire des numéros impairs de Detective, du n°425 jusqu’au n°435. Manhunter fut relancé dans une histoire par Archie Goodwin et Walt Simonson dans le numéro 437 (octobre-novembre 1973),. Dans son dernier épisode, Manhunter passe dans le récit principal pour faire équipe avec Batman. Green Arrow devient le héros du récit secondaire à partir du n°521 (décembre 1982) jusqu’au n°567 (octobre 1986). Black Canary reçu un nouveau costume dans le récit secondaire du n°554 (septembre 1985). Les DC Comics Bonus Book (en) furent inclus dans les numéros 589 (août 1988) et 595 (janvier 1989).
Après une longue absence, les récits secondaires reviennent pour les numéros 746 à 810. Ceux-ci présentent des personnages nouveaux et d'autres déjà établis dans le mythe Batman. Le premier fut « The Jacobian » dans les numéros 746 à 757 en 2000, suivit par une histoire de Batman dans le n°758. Les numéros suivants, n°759 à 762, présentent Slam Bradley (en) et furent une introduction à la série Catwoman de 2002. Les numéros 763 à 772 présentent Joséphine « Josie Mac » MacDonald, une inspectrice de la Police de Gotham. Les numéros 773 à 775 sont intitulés « Tales of Gotham » et présentent les Inspecteurs Crispus Allen et Renée Montoya. Batman est le héros de « Spore » dans les numéros 776 à 780. Le n°781 présente un conte spécial Elseworlds, tandis que le n°782 présente un conte solo de Batman. Le n°783 présente un prélude à la mini-série « Death and the Maidens » et le n°784 présente un récit de Josie Mac. Les « Tales of Gotham » reprennent dans les numéros 785–788 avec « The Dogcatcher », et les n°789 à 794 présentent « The Tailor ». « Polished Stone », qui présente Green Arrow et Onyx, se déroule dans les numéros 795 et 796. « Low » présentant le Sphinx et Poison Ivy, se déroule du 797 au 799. Detective Comics n°800 présente un court récit de Batman sous la bannière des « Tales of Gotham ». Une histoire sur quatre numéros (n°801–805), présentant le Barker, est intitulée « When You're Strange ». La suivante est « Mud » dans le numéro 805. Une histoire en deux parties (n°806–807) présente Alfred, elle fut suivie par le dernier récit, une histoire en trois parties (n°808–810) de Killer Croc.
La série Manhunter qui se déroula comme récit secondaire dans Detective Comics de 1973 à 1974, gagna le Prix Shazam pour la « Meilleure Histoire Courte (Drame) » en 1974 pour l’histoire « Cathedral Perilous » du numéro 441, écrite par Archie Goodwin et Walt Simonson.

### Batwoman
En 2009, durant la réorganisation de l’univers de Batman à la suite des événements qui se sont déroulés dans Batman R.I.P. et Final Crisis, Detective Comics est mis en pause durant trois mois pendant que DC Comics publie la mini-série Battle for the Cowl. A son retour, la série présente un nouveau personnage principal, Batwoman, nouvellement introduite dans la série 52, ainsi qu’un récit secondaire de 10 pages présentant Renee Montoya dans le rôle de Question. La série reprend avec Batman dans le rôle principal au début de 2010.

### The New 52
DC Comics relance Detective Comics avec un numéro 1 en septembre 2011 lors des New 52. La série est alors écrite et dessinée par Tony Daniel jusqu’au numéro 12, puis avec l’équipe de John Layman et Jason Fabok à partir du numéro 13.
Le premier numéro de ce relaunch, Detective Comics n°1, a eu six impressions. Il est seulement second, juste derrière le titre Justice League, également relancé avec sept impressions. Le numéro 7 de la série fut également la sixième vente la plus élevée dans les comics numériques pour DC Comic, rang au-dessus de nombreuses autres séries dans la catégorie Batman. Scott West de Sciencefiction.com donna au troisième arc de la série une critique positive, déclarant que « Après le numéro décevant lié à Night of the Owls du dernier mois, c’est sympa de voir que "Detective Comics" revient où il devrait être… à de bonnes histoires de détective. » La série Detective Comics tout juste relancée reçoit le prix de « Meilleure Série » aux Stan Lee Awards de 2012. La première édition reliée de la série atteint la première place de la liste des Best Seller du New York Times dans la catégorie « Hardcover Graphic Books ».
Tony Daniel écrivit et dessina la série jusqu’au crossover Night of the Owls, à ce moment Ed Benes, Julio Ferreira et Eduardo Pansica commencèrent à dessiner la série pour un arc de trois numéros. Le prix de Detective Comics fut augmenté dû à l’ajout d’un récit secondaire présentant Double-Face, récit qui fut écrit par Tony Daniel et illustré par Syzmon Kudranski, il faisait suite à un récit similaire présentant Hugo Strange. Tony Daniel quitta la série au numéro 12 qui est son dernier en tant que scénariste et le numéro "0" son dernier en tant qu’illustrateur.
DC célébra le premier anniversaire des New 52 en septembre 2012 en publiant un numéro "0" pour chaque titre original des New 52. Ils servent de préquelles aux séries et révèlent des éléments du scénario précédemment non expliqués. Gregg Hurwitz écrivit le numéro "0". Hurwitz fut approché par Tony Daniel pour écrire ce numéro en raison de l’emploi du temps chargé de Daniel. Pour donner suite aux éléments de la Night of the Owls de Detective Comics, Daniel écrivit le Detective Comics Annual no 1 qui fut dessiné par Romano Molenaar et encré par Sandu Florea.
Après le passage de Tony Daniel sur la série, John Layman devient le nouveau scénariste et Jason Fabok le nouvel artiste avec James Tynion IV écrivant le récit secondaire et Syzmon Kudranski restant comme artiste pour le premier récit de Tynion. Avec le numéro 19 de Detective Comics vol. 2, sortit le 3 avril 2013, la série atteint les 900 numéros en la combinant avec la première série, et fut un numéro spécial de grande taille pour célébrer l'évènement. Sous Layman, la série présente son premier crossover, Gothtopia après lequel Layman et Fabok passèrent sur la série Batman Eternal et Detective Comics fut repris par Brian Buccalleto et Francis Manapul.
Pour la célébration du second anniversaire des New 52, DC Comics annonce le « Villains Month » avec Detective Comics présentant quatre numéros. Les numéros en question présentent Poison Ivy, Harley Quinn, l’Épouvantail et Man-Bat, et sont respectivement numérotés no 23.1, 23.2, 23.3 et 23.4, et sont réalisés par un ensemble d’écrivains et d’artistes.
Pour le 75e anniversaire de Batman, le numéro 27 fut un numéro plus épais présentant de nouvelles histoires réalisées par Brad Meltzer et Bryan Hitch, Scott Snyder et Sean Murphy, Peter Tomasi et Ian Bertram, John Layman et Jason Fabok, Gregg Hurwitz et Neal Adams, Mike W. Barr et Guillem March, et une écrite et dessinée par Francesco Francavilla. De plus, des couvertures variantes du numéro furent dessinées par Greg Capullo, Frank Miller, Chris Burnham, Jim Lee, Jason Fabok et Tony Daniel. Une illustration d’une page inclus le travail de Kelley Jones, Mike Allred, Patrick Gleason et Jock.

### DC Rebirth
En février 2016, DC Comics annonce que dans le cadre du relaunch de la continuité de la compagnie appelée DC Rebirth, Detective Comics allait reprendre sa numérotation d’origine avec le no 934 de juin 2016. Avant les New 52, Detective Comics volume 1 avait 881 numéros, et les 52 numéros des New 52 qui sortirent de 2011 à 2016 furent alors rajoutés au volume un, faisant de Detective Comics no 934 le premier numéro démarrant après les événements du DC Rebirth de 2016. Le scénariste James Tynion IV et les dessinateurs Eddy Barrows et Álvaro Martínez Bueno sont l’équipe créative travaillant sur la série qui est publiée deux fois par mois. La série présente une équipe initialement composée de Tim Drake, Stéphanie Brown, Cassandra Cain et Gueule d’Argile, menée par Batman et Batwoman, avec Batwing (Luke Fox) et Azrael (Jean-Paul Valley) qui sont recrutés plus tard, à la suite de la mort apparente de Tim et au départ de Stéphanie.

## Premières apparitions
- Slam Bradley (n°1 mars 1937)
- Fu Manchu (n°17 juillet 1937)
- Crimson Avenger (n°20 Oct. 1938)
- Batman (n°27 mai 1939)
- Commissaire James Gordon (n°27 mai 1939)
- Joe Chill (n°33 novembre 1939)
- Hugo Strange (n°36 février 1940)
- Robin (n°38 avril 1940)
- Gueule d'argile (Basil Karlo) (n°40 juin 1940)
- Le Pingouin (n°58 décembre 1941)
- Double-Face (n°66 août 1942)
- Tweedledum and Tweedledee (comics) (n°74 avril 1943)
- Le Sphinx (n°140 octobre 1948)
- Red Hood (n°168 février 1951)
- Firefly (n°184 juin 1952)
- Batmen of All Nations (n°215 janvier 1955)
- Martian Manhunter (n°225 novembre 1955)
- Batwoman (n°233 juillet 1956)
- Calendar Man (n°259 septembre 1958)
- Bat-Mite (n°267 mai 1959)
- Gueule d'argile (Matt Hagen) (n°298 décembre 1961)
- Catman (n°311 janvier 1963)
- Blockbuster (n°345 novembre 1965)
- Cluemaster (n°351 mai 1966)
- Batgirl (Barbara Gordon) (n°359 janvier 1967)
- Jason Bard (n°392 octobre 1969)
- Man-Bat (n°400 juin 1970)
- Talia al Ghul (n°411 Mai 1971)
- Harvey Bullock (n°441 Juillet 1974)
- Leslie Thompkins (n°457 Mars 1976)
- The Calculator (n°463 septembre 1976)
- Silver St. Cloud (n°470 Juin 1977)
- Gueule d'argile (Preston Payne) (n°478 juillet 1978)
- Maxie Zeus (n°483 Mai 1979)
- Killer Croc (n°523 février 1983)
- Jason Todd (n°524 Mars 1983)
- Onyx (n°546 janvier 1985)
- Le Ventriloque (Arnold Wesker) (n°583 février 1988)
- Anarky (n°608 novembre 1989)
- Renee Montoya (n°642 Mars 1992)
- Spoiler (n°647 août 1992)
- Crispus Allen (n°742 Mars 2000)
- Sasha Bordeaux (n°751 décembre 2000)
- Le Ventriloque (Peyton Reilly) (n°827 Mars 2007)

## Publications françaises

### Âge d'or
- Batman Archives 1939-1941 (Batman Archives Volume 1), Semic, 2004  (ISBN 2-84857-043-1). Contient : Detective Comics n°27 à 50 de mai 1939 à avril 1941.
- Batman et les Monstres, Urban Comics, 2017  (ISBN 979-1-0268-1288-3). Contient : Detective Comics n°31 et 32 (Batman Versus The Vampire Part I et Part II).
- Batman Anthologie, Urban Comics, 2013  (ISBN 978-2-3657-7273-0). Contient : Detective Comics n°83 et 216.
- Joker Anthologie, Urban Comics, 2014  (ISBN 978-2-3657-7330-0). Contient : Detective Comics n°85 et 168.
- Grant Morrison présente Batman, tome 4, Urban Comics, 2013  (ISBN 978-2-3657-7177-1). Contient : Detective Comics n°215 (The Batmen of All Nations de 1955).

### Âge d'argent
Divers numéros ont été édités dans différents fascicules de Sagédition et d'Interpresse comme Superman et Batman, Batman , Batman Géant, Superman et Batman et Robin dans les années 1970.
Parmi les éditions reliées, Panini Comics a commencé à éditer une édition intégrale regroupant les numéros de Detective Comics et Batman par année au début des années 2000. Mais celle-ci stoppe au bout de deux numéros. L'éditeur Urban Comics propose quelques histoires dans ces différentes anthologies.
- Grant Morrison présente Batman, tome 4, Urban Comics, 2013  (ISBN 978-2-3657-7177-1). Contient : Detective Comics n°235 et 267.
- Batman 1964 (Batman: The Dynamic Duo Archives Volume 1), collection Archives DC, Panini Comics, 2005  (ISBN 2-84538-605-2). Contient : Detective Comics n°327 à 333.
- Batman 1964-1965 (Batman: The Dynamic Duo Archives Volume 2), collection Archives DC, Panini Comics, 2006  (ISBN 2-84538-840-3). Contient : Detective Comics n°334 à 339.
- Batman Anthologie, Urban Comics, 2013  (ISBN 978-2-3657-7273-0). Contient : Detective Comics n°327 et 359.
- Joker Anthologie, Urban Comics, 2014  (ISBN 978-2-3657-7330-0). Contient : Detective Comics n°341.
- Batman La Légende - Neal Adams, tome 2, Urban Comics, 2018  (ISBN 979-1-0268-2143-4). Contient : Detective Comics n°404, 407, 408, 410.

### Âge de bronze
Divers numéros ont été édités dans différents fascicules de Sagédition et d'Interpresse comme Batman Bimestriel, Batman Poche , Batman Géant, Superman et Batman et Robin et Batman et Superman Géant dans les années 1960 et 1970.
Parmi les éditions reliées, on trouve :
- Batman Anthologie, Urban Comics, 2013  (ISBN 978-2-3657-7273-0). Contient : Detective Comics n°395.
- Batman contre Man-Bat, Comics USA, 1988  (ISBN 2876950316). Contient : Detective Comics n°400, 402 et 407.
- Batman contre Man-Bat, Eaglemoss, 2019. Contient : Detective Comics n°395, 397, 400, 402, 404 et 408.
- Batman: Dark Detective, Urban Comics, 2014  (ISBN 978-2-3657-7556-4). Contient : Detective Comics n°439 et n°469 à 476.
- Batman, la Légende - Jim Aparo, tome 2 (Legends Of The Dark Knight: Jim Aparo Vol.2), Urban Comics, 2014  (ISBN 978-2-3657-7431-4). Contient : Detective Comics n°437 et 438.
- Happy birthday !, Comics USA, collection Super Héros, 1986  (ISBN 2-87695-081-2). Contient : Detective Comics n°442.
- Batman, Collection Le Justicier, 5 tomes , Sagédition, 1982-1983. Contient : Detective Comics n°498 à 502 (t1), 506 à 510 (t4) et 513, 515-516 (t5).

### Âge moderne
- Happy birthday !, Comics USA, collection Super Héros, 1986  (ISBN 2-87695-081-2). Contient : Detective Comics n°567.
- Joker Anthologie, Urban Comics, 2014  (ISBN 978-2-3657-7330-0). Contient : Detective Comics n°570 et 617.
- Batman Anthologie, Urban Comics, 2013  (ISBN 978-2-3657-7273-0). Contient : Detective Comics n°574.
- Année Deux (Year Two), SEMIC BD, 1987  (ISBN 978-2-8485-7011-2). Contient : Detective Comics n°575-578.
- Batman: Knightfall, 5 tomes, Urban Comics, 2012-2014. Contient : Detective Comics n°659-677.
- Le Fils prodigue (Prodigal), Urban Comics, 2014  (ISBN 978-2-3657-7334-8). Contient : Detective Comics n°679-682.
- Batman : Cataclysme (Batman: Cataclysm), Urban Comics, 2014  (ISBN 978-2-3657-7333-1). Contient : Detective Comics n°720-721.
- Batman: No Man's Land, 6 tomes, Urban Comics, 2014-2015. Contient : Detective Comics n°730 à 741.
- New Gotham, tomes 1 et 2, Urban Comics, 2017. Contient : Detective Comics n°742 à 754.
- Ed Brubaker présente Catwoman 1 : D'entre les Ombres (The Dark End of the Street), Urban Comics, 2012  (ISBN 978-2-3657-7050-7). Contient : Detective Comics n°759 à 762.
- Batman : Prédateurs nocturnes, SEMIC BD, 2005  (ISBN 2-84857-116-0). Contient : Detective Comics n°789 à 794.
- Paul Dini présente Batman, tomes 1 et 2, Urban Comics, 2015. Contient : Detective Comics n°821-824 + 826-828 + 831 + 833-834 + 837 + 841-850
- La Résurrection de Ra's al Ghul (The Resurrection of Ra's al Ghul), Urban Comics, 2015  (ISBN 978-2-8094-0672-6). Contient : Detective Comics n°838-840
- Qu'est-il arrivé au chevalier noir ? (Whatever Happened to the Caped Crusader ?) , Panini Comics, 2011  (ISBN 978-2-8094-2040-1). Contient : Detective Comics n°853
- Batwoman : Élégie (Batwoman: Elegy), Urban Comics, 2012  (ISBN 978-2-3657-7060-6). Contient : Detective Comics n°854-863.
- Sombre reflet (The Black Mirror), Urban Comics, intégrale, 2016  (ISBN 979-1-0268-1065-0). Contient : Detective Comics n°871-881.

### The New 52
L'éditeur Urban Comics propose la série dans les périodiques Batman SAGA puis Batman Univers.
Parmi les éditions reliées, on trouve :
- Empereur Pingouin (Emperor Penguin), Urban Comics, 2017  (ISBN 979-1-0268-1097-1). Contient : Detective Comics vol.2 n°13-21.
- Jours de colère (The Wrath + Gothtopia), Urban Comics, 2019  (ISBN 979-1-0268-1575-4). Contient : Detective Comics vol.2 n°22-29 + annual 2.

### Rebirth
Batman Detective Comics :
- La Colonie (Rise of the Batmen), Urban Comics, 2017  (ISBN 979-1-0268-1142-8). Contient : Detective Comics n°934 à 940.
- La Nuit des Monstres (Night of the Monster Men), Urban Comics, 2017  (ISBN 979-1-0268-1282-1). Contient : Detective Comics n°941-942.
- Le Syndicat des Victimes (The Victim Syndicate), Urban Comics, 2018  (ISBN 979-1-0268-1312-5). Contient : Detective Comics n°943 à 949.
- La Ligue des Ombres (League of Shadows), Urban Comics, 2018  (ISBN 979-1-0268-1356-9). Contient : Detective Comics n°950 à 956.
- Deus Ex Machina (Deus Ex Machina), Urban Comics, 2018  (ISBN 979-1-0268-1353-8). Contient : Detective Comics n°957 à 962.
- Un sanctuaire solitaire (A Lonely place of Living), Urban Comics, 2019  (ISBN 979-1-0268-1629-4). Contient : Detective Comics n°963 à 968.
- La Chute des Batmen (Fall of The Batmen), Urban Comics, 2019  (ISBN 979-1-0268-1649-2). Contient : Detective Comics n°969 à 974 + annual 1.
- Batmen Eternal (Batmen Eternal), Urban Comics, 2019  (ISBN 979-1-0268-1731-4). Contient : Detective Comics n°975 à 981.

Batman : Detective
- Mythologie (Mythology), Urban Comics, 2019  (ISBN 979-1-0268-1861-8). Contient : Detective Comics n°994 à 1000.
- Médiéval (Arkham Knight), Urban Comics, 2020  (ISBN 979-1-0268-1787-1). Contient : Detective Comics n°1001 à 1007.
- De sang-froid (Greetings from Gotham + Cold Vengeance), Urban Comics, 2020  (ISBN 979-1-0268-1782-6). Contient : Detective Comics n°1008 à 1017.
- Un cœur hideux, Urban Comics, 2021  (ISBN 979-1-0268-1995-0). Contient : Detective Comics n°1018 à 1026 + Annual 2 et 3.